# Camillo Rondani
Camillo Rondani (Parma, 21 novembre 1808 – Parma, 17 settembre 1879) è stato un entomologo italiano.

## Biografia
Il Rondani proveniva da una famiglia di ricchi proprietari terrieri e di antiche origini. Avviato dalla famiglia agli studi ecclesiastici in seminario, presto abbandonò questa prospettiva. All'Università di Parma seguì i corsi di Giurisprudenza ma, stimolato da alcuni suoi maestri, quali Macedonio Melloni e Giorgio Jan, dimostrò un maggiore interesse per il naturalismo. Pur sostenendo tutti gli esami, Rondani non conseguì la laurea in Giurisprudenza, a causa dei moti rivoluzionari, che lo coinvolsero direttamente, nel 1831.
Avviata con il fratello un'attività commerciale, che gli consentì di coltivare i suoi interessi naturalistici studiando gli insetti esotici che infestavano le derrate, nel 1833 sposò Petronilla Musiari e nel 1834 abbandonò il commercio per dedicarsi alla conduzione di una tenuta agricola della famiglia, a Guardasone. L'esperienza gli consentì di proseguire le sue ricerche in ambito agronomico ed entomologico e di scambiare le sue esperienze con altri naturalisti. In quegli anni morì Petronilla e il Rondani si risposò con Elisa Gelati.
Fra il 1840 e il 1848, Camillo Rondani pubblicò i suoi scritti e acquisì notorietà in campo internazionale. Dopo una breve pausa politica, in occasione dei moti del 1848, Rondani acquisì posizioni di rilievo nel panorama scientifico internazionale: divenne membro dell'Accademia dei Georgofili, della Société Entomologique de France ("Società Entomologica di Francia")  e della Entomologischer Verein zu Stettin ("Società Entomologica di Stettino"). Nel 1955, alla riapertura dell'ateneo parmense, soppresso nel 1849, Camillo Rondani ricevette l'incarico di direttore e professore presso la Facoltà di Agronomia. Nel ventennio successivo continuò ad occuparsi di Entomologia, approfondendo la sua esperienza nel campo della ditterologia e dedicandosi alla classificazione degli insetti italiani, continuò ad occuparsi della tenuta agricola di famiglia, ma ricoprì anche incarichi di docenza, politici e istituzionali. In particolare va citato il suo ruolo, nel 1870, nella fondazione della Società Entomologica Italiana, di cui occupò l'incarico di vicepresidente nel 1871.
Morì a Parma nel 1879. La sua collezione entomologica fu acquistata dal governo e donata al Museo entomologico di Firenze.

## Opera
L'opera del Rondani, che si riassume in 158 pubblicazioni scientifiche, si colloca principalmente nel campo tematico dello studio dei Ditteri (Ditterologia), al quale contribuì con la classificazione e la descrizione di specie e taxa superiori sia dell'entomofauna italiana sia di quella esotica.
L'opera fondamentale è un trattato di ditterologia italiana dal titolo Dipterologiae Italicae Prodomus, pubblicato in sei volumi, fra il 1856 e il 1877, per complessive 1450 pagine, e incompiuta a causa della sopraggiunta morte.
Gran parte del lavoro di inquadramento sistematico del Rondani è oggi superato dalle molteplici revisioni che si sono succedute, a partire dagli anni quaranta, tuttavia all'Autore va riconosciuto il merito di un ampio contributo alle descrizioni entomologiche, documentato dalle frequenti attribuzioni al nome scientifico sia di specie sia di taxa superiori, e al pionieristico tentativo di inquadrare sistematicamente i Ditteri dell'Italia.
Fra gli altri meriti, pur non ricorrendo, il suo nome, fra i più insigni contributori all'ambito tematico della lotta biologica, vanno riconosciuti gli studi sulle relazioni di antagonismo, nei confronti degli Afidi, dei Sirfidi predatori e degli Imenotteri parassitoidi (Braconidae e Chalcidoidea). In particolare va citata la posizione del Rondani in un dibattito in corso, negli anni settanta del XIX secolo, che sosteneva un ruolo preminente degli insetti ausiliari, rispetto agli uccelli insettivori, nel controllo naturale degli insetti fitofagi.

## Descrizioni attribuite a Rondani
Ditteri:
- Phlebotominae (1840)
- Keroplatidae (1856)

Imenotteri:
- Cyrtoptyx latipes (1874)